# 加藤桃子 (タレント)
加藤 桃子（かとう ももこ、1992年4月16日 - ）は、日本のタレント、モデルで、元レースクイーン。
千葉県出身。エイジアプロモーション所属。愛称は「ももちゃん」。
2014〜15年の芸名は「上原 梨里衣（うえはら りりい）」。

## 略歴
- 2012年、プラチナムプロダクションに入所し芸能活動開始。同年8月、SUPER GTの鈴鹿1000kmにて、新庄千歳と共に「サマンサタバサアテンダント」としてスポット参加[2]。9月にはD1グランプリ第6戦（於：中部国際空港臨時駐車場）にて、森杏奈と共に「MAX ORIDO RACING GIRL」を務めた[3]。またガールズエアバンド「ドッペルゲンガー」の一員として、小田あさ美や由井香織らと共にパフォーマンス活動を行っていた[4]。
- 2013年、同じ事務所のおのののかと共にSUPER GT「ZENT sweeties」としてレースクイーン活動を行う。
- 2014年2月にプラチナムプロダクションを退所。その後上原梨里衣に改名し、同年8月、神戸コレクションで行われた「ワンライフモデルオーディション2014」に出場[5]。同年10月には「DHCシンデレラアワード」にもエントリーされていたが[6]、いずれもグランプリ受賞はならなかった。
- 2015年6月26日、本名の加藤桃子に戻したことをツイッターで発表[7]。同年10月1日、新規にブログを立ち上げると共にエイジアプロモーションに移籍したことを明かした[1]。
- 2021年8月26日より、Live配信アプリ、『17LIVE』にて配信開始。

## 人物
- 趣味は買い物、カラオケ、美容グッズ集め。特技はピアノ、クラリネット[3]。
- 兄が1人いる[8]。
- プラチナム時代の同僚・古賀あかねや、サマンサタバサアテンダントで一緒だった新庄千歳と仲が良く、一緒に東京ランウェイを観覧したこともある[9]。

## 活動

### テレビ番組
- ヨソで言わんとい亭〜ココだけの話が聞ける（秘）料亭〜（テレビ東京）
2015年10月8日より仲居役でレギュラー出演。先述のDHCシンデレラアワードのグランプリだった朝比奈彩や、かつての事務所の先輩であった森崎まみとも共演している[10]。

### イベント
- 東京オートサロン「86&BRZ WORLD」ブースモデル（2013年1月、2014年1月）
2013年はおのののか、2014年は水谷望愛、左藤麻文と共演。
- アレクサンドラ・スタン×DUB collection 「アンロックド・ツアー」イメージガール（2015年3月） - 相方：苣木静香[11]

### 広告
- 明治「白のひととき」PRガール“ゆったりまったりあなたを癒し隊”（2014年10月） - 他メンバー：清瀬まち、石塚絢[12]